# Herrhamraleden
Herrhamraleden är en farled i Stockholms skärgård som öppnades i maj 2021. Farleden förbinder Norvikshamnen med Södertäljeleden och är dimensionerad för inlandstransportfartyg av klassen ”Groot Rijnschip”. Det första fartyget som började utnyttja farleden är det tyskflaggade containerfartyget Emelie Deymann.